# پیرو تراپانلی
پیرو تراپانلی (انگلیسی: Piero Trapanelli؛ زادهٔ ۱۳ ژوئیهٔ ۱۹۲۴) بازیکن فوتبال اهل ایتالیا است.
از باشگاه‌هایی که در آن بازی کرده‌است می‌توان به باشگاه فوتبال کرمونزه، باشگاه فوتبال آ.ث. میلان، باشگاه فوتبال پیزا، و باشگاه فوتبال وارزه اشاره کرد.